# Галицький похід татарсько-ногайського війська 1695
Галицький похід татарсько-ногайського війська 1695 — вторгнення Білгородської орди, Ногайської орди й частини військ Кримського ханства до Галичини у січні–лютому 1695. За дорученням уряду Османської імперії кримський хан Селім-Гірей I спрямував на галицькі землі через Кучманський шлях свого сина Шебас-Гірея на чолі 12-тисячного війська. Операція була спланована як превентивний військовий захід із метою охорони Османською імперією своїх завоювань на Заході (див. Кам'янецький ейялет). 8 лютого татари були під м. Кам'янець (нині м. Кам'янець-Подільський), а 18 лютого – біля м. Золочів, однак головний удар татарських військ був спрямований на м. Львів. На захист міста виступив гетьман великий коронний Речі Посполитої С.-Я. Яблоновський на чолі нечисленних підрозділів (бл. 5 тис. осіб). 21 лютого 1695 ханські війська, оточивши сили Яблоновського перед мурами Львова, змусили їх відступити й оборонятися на вулицях міста. Під час вуличних боїв татари спалили й пограбували багато будинків, були знищені церкви Воскресіння Христового та св. Параскеви, Введенський монастир. Собор св. Юра врятувало від руйнування лише те, що на його захист став сам львівський православний єпископ Й.Шумлянський. У розпалі локальних сутичок серед татар поширилася чутка про наближення до Львова полків українського козацтва на чолі з С. Палієм, це змусило їх відступити. Через деякий час на допомогу оборонцям міста надійшли підрозділи регіментаря Б. Вільги. В результаті походу Шебас-Гірея постраждало багато міст і поселень Галичини. Цей похід став одним з останніх вторгнень турецько-татарських загонів на територію регіону. Він змусив польський уряд створити (поряд з іншими оборонними заходами) 2-тисячний компут із козаків Правобережної України, виплативши їм жалування з державної скарбниці.